# Margareta Pâslaru
Margareta Pâslaru (Bucarest, 9 luglio 1943) è una cantautrice e attrice rumena.

## Biografia
Artista poliedrica, ha celebrato i 50 anni dal suo debutto nel 1958, presso l'Unione rumena dei compositori a Bucarest nel 2008. Sposata con Gheorghe Sencovici, un ex tiratore di tiro al piattello olimpico fino alla sua morte di lui, hanno una figlia, Ana Maria, e un nipote, Luca. La famiglia ha vissuto e lavorato negli Stati Uniti dal 1983 (Margareta trascorre il suo tempo tra Manhattan e Bucarest).
Aveva studiato pianoforte, balletto e pittura. Benché cantava in rumeno, il suo stile era molto simile alla musica leggera degli anni '60 e anche a cantanti dell'epoca come Barbra Streisand e Petula Clark. Ha collaborato negli anni con molti musicisti, tra cui Radu Goldiş Ha permesso l'uso di due brani del suo repertorio per il film rumeno premiato nel 2005 La morte del signor Lazarescu: "Cum e oare" e "Chemarea marii".
È residente a Summit, New Jersey

## Filmografia
- Melodii, melodii..., nel ruolo di Lia (1978)
- Gloria nu cînta nel ruolo dell'acconciatrice (1976)
- Veronica se întoarce, nel ruolo dell'educatrice/ fata / la principessa delle formiche (1975)
- Veronica, nel ruolo dell'educatrice / fata (1972)
- Impuscaturi pe portativ, nel ruolo della cantante (1968)
- Un film con una ragazza affascinante (19196678)
- Tunelul, nel ruolo di Iulia (1966)
- Fumatul, strict oprit! (1963)
- Chuck Norris vs. Communism (Documentary) (2015)
- The Death of Mr. Lazarescu, nel ruolo di se stessa (2005)
- Rebecca (TV Series), nel ruolo di se stessa (2009)
- Ein Jahr voll Musik (TV Movie), nel ruolo di se stessa (1970)
- Expresul de Buftea (1978)

## Tour
- Berlino, R.F.Germania 23-28 ottobre 1968 con l'orchestra Electrecord e Ionel Budisteanu[4]
- Canada, gennaio-febbraio 1970 – musica pop e folk
- Bulgaria, 12 giugno 1970 - recital all“Orfeul de Aur” concluso con musica folk
- Israel, settembre 1970 - con "Rapsodia Romana" e Gica Petrescu
- Gran Bretagna (Londra, Cardiff, Manchester, Brighton, Bournemouth, Galders Green, Harrogate) 24 novembre 2 dicembre 1970 – invitata con l'Ansamble “Doina”
- Ankara, 20 marzo 1970 - Primeste Premiul Presei Internationale, spectacol in prezenta Presedintelui Turciei; muzica usoara si muzica populara
- Malta, 29 iulie 1971 'La Valeta' -Tarina de la Gaina melodia prezentata in concursul de creatie unde primeste 'Premiul Presei'
- Danimarca, Svezia, Finlandia, Norvegia, ottobre–novembre 1972 - 35 giorni, 24 città, con l'Ansamble UTC
- Londra, 15 luglio – 4 agosto 1974 - 25 rappresentazioni a Royal Festival Hall con "Doina Bucurestiului"
- Portugalia, - 30 aprile – 10 maggio 1975
- Italia, agosto 1979 – con Ansambul UTC e Sofia Vicoveanca
- Algeria, 1981 – recital di musica pop e folk
- Canada e Stati Uniti – 1998-1999 – tour per i 40 de anni di attività “Vine, vine Margareta” con la troupe Radu Goldis

## Riconoscimenti
- 1996 – Membro onorario dell'UNICEF in Romania.
- 1996 – Membro onorario del club UNESCO della Romania.
- 1997 – Ospite d'onore al Golden Stag International Festival – Brasov.
- 1998 – Distinzione di umanitarismo – Los Angeles-USA offerto dalla Camera di commercio della California-Romania.
- 1999 – Ospite onorario all'UNERER Bucharest Gala.
- 1999 – "International Romanian Songs Award" – The Music News dell'Unione dei compositori.
- 2000 – Cittadino onorario di Bucarest.
- 2000 – Membro onorario della Croce Rossa rumena.
- 2002 – Premio Women of Excellence per arti e studi umanistici – Union County – NJ, USA.
- 2003 – Telly Award – finalista di bronzo – Categoria culturale al 24 ° National Telly Awards, tenutosi a Cincinnati, Ohio.
- 2004 – Il Communicator Award per la distinzione per "Forever Music" ad Arlington, in Texas.
- 2004 – Gold Classic Telly Winner – la categoria Culturale – al 25 ° Anniversario dei Telly Awards a Cincinnati, Ohio.
- 2005 – The Videographer Award of Distinction – Categoria TV / Programma / Arte – "Il meglio degli artisti e della loro arte", Arlington Texas.

Nel corso degli anni, 65 compositori rumeni hanno scritto canzoni per lei.